# Апуоле
Апуоле (лит. Apuolė) — историческая деревня в Скуодасском районе Клайпедского уезда Литвы. Входит в состав Александрийского староства. Расположена примерно в 8 км к востоку от Скуодаса в междуречье Шаты и Луобы. Население составляет 132 человека по данным переписи 2001 года и 119 человек по данным переписи 2011 года. Пережившее нападение викингов в 854 году, Апуоле является старейшим поселением в Литве, упоминаемым в письменных источниках. Начиная с 2004 года историческая битва отмечается на ежегодном средневековом фестивале «Апуоле 854».

## История

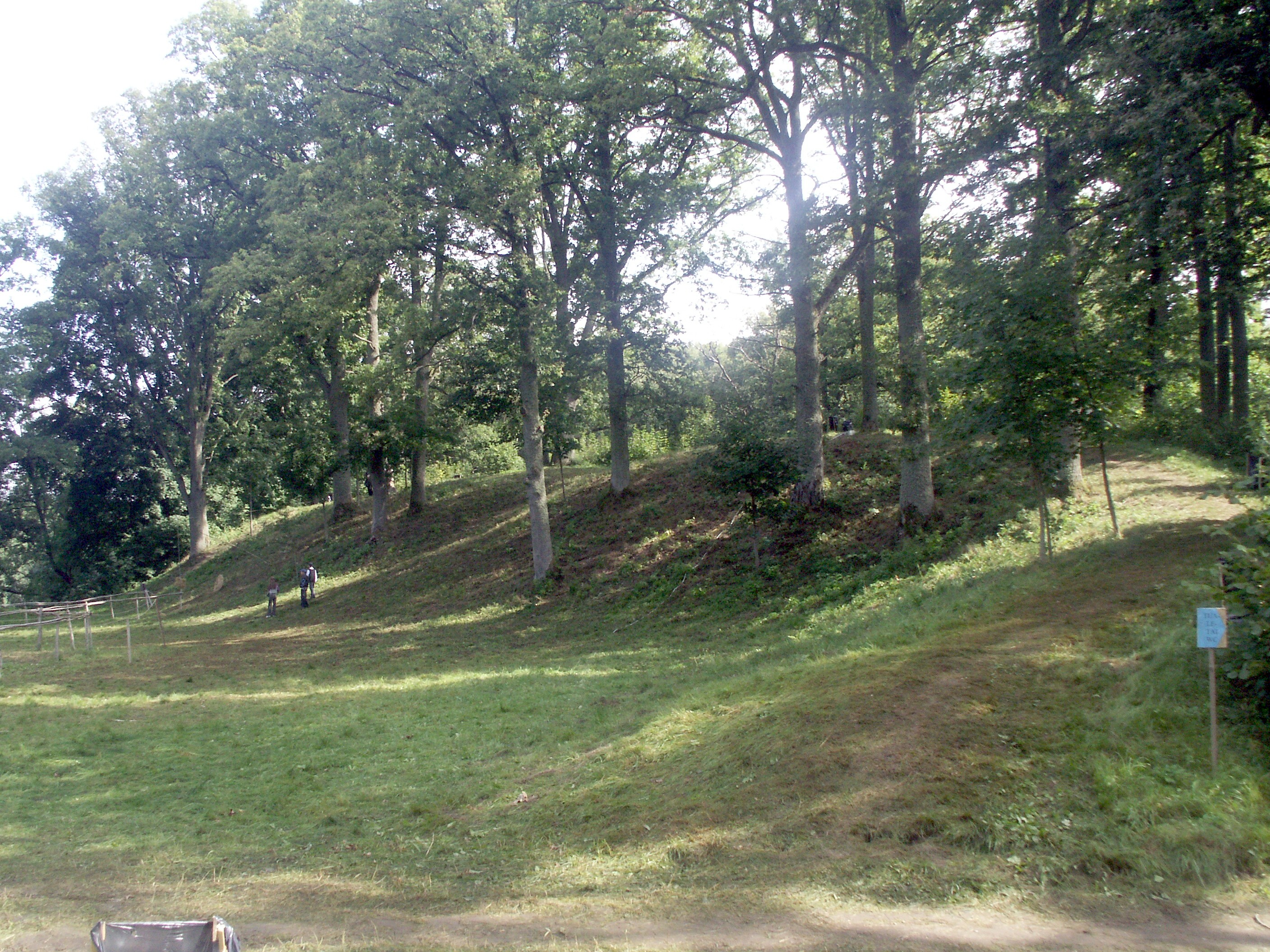
Курган Апуоле

Апуоле являлось важным городищем куршей, одного из балтийских племён. На месте древней крепости в настоящее время находится курган. Археологи датируют деревянную крепость 1-м веком нашей эры. Согласно археологическим исследованиям, рядом с крепостью существовало крупное поселение. Это свидетельствует о ранней стадии развития города.
Римберт в своём «Житие святого Ансгара» описывет ранние конфликты между куршами и викингами. В 854 году курши взбунтовались и отказались платить дань Швеции. Мятежная крепость сперва была атакована датчанами, которые хотели заставить город платить дань Дании. Местные жители одержали победу и захватили множество трофеев. После изучения поражения датчан, шведский король Улоф I организовал большой поход на куршские земли. Перед атакой Апуоле шведы захватили и сожгли Гробиню. Согласно Римберту, 15 тысяч жителей Апуоле оборонялись в течение восьми дней, но затем решили сдаться: курши заплатили выкуп серебром за каждого человека в крепости, заявили о своей лояльности по отношению к Швеции, и отдали 30 заложников, чтобы гарантировать будущие выплаты.
Апуоле упоминается снова только в 1253 году в договоре между епископом Рижским и Ливонским Орденом. Место было описано как необрабатываемые земли. Крепость была, вероятно, разрушена, а жители перебрались в более безопасные места. Поселение упоминается вновь в XVII веке. К концу XVIIII века курган стал привлекать внимание историков и археологов. Первые раскопки были проведены Эдуардсом Волтерсом и Биргером Нерманом в 1928—1932 годах.